# Hiew
Hiew (abreviatura de Hacker's view, visualizador de hackers) es un editor hexadecimal de consola popular para DOS y Windows escrito por Eugene Suslikov (sen). Entre sus características se encuentran la posibilidad de ver los archivos en los modos texto, hexadecimal y desensamblador.
Es muy útil para editar archivos ejecutables como COFF, PE o ELF. También se encuentra disponible una utilidad similar de código abierto llamada BIEW.

## Características
- Ensablador y desensamblador x86 incorporado.
- Búsqueda de patrones en el modo desensamblador.
- Soporta para los formatos de archivo ejecutable NE, LE, LX, PE y little-endian ELF.
- Calculadora de 64 bits incorporada.
- Soporta archivos de tamaños arbitrarios.